# Kościół Saint Eustache w Paryżu
Kościół Saint-Eustache w Paryżu (św. Eustachego) – gotycki kościół w 1. okręgu paryskim, w tzw. dzielnicy Les Halles.

## Historia

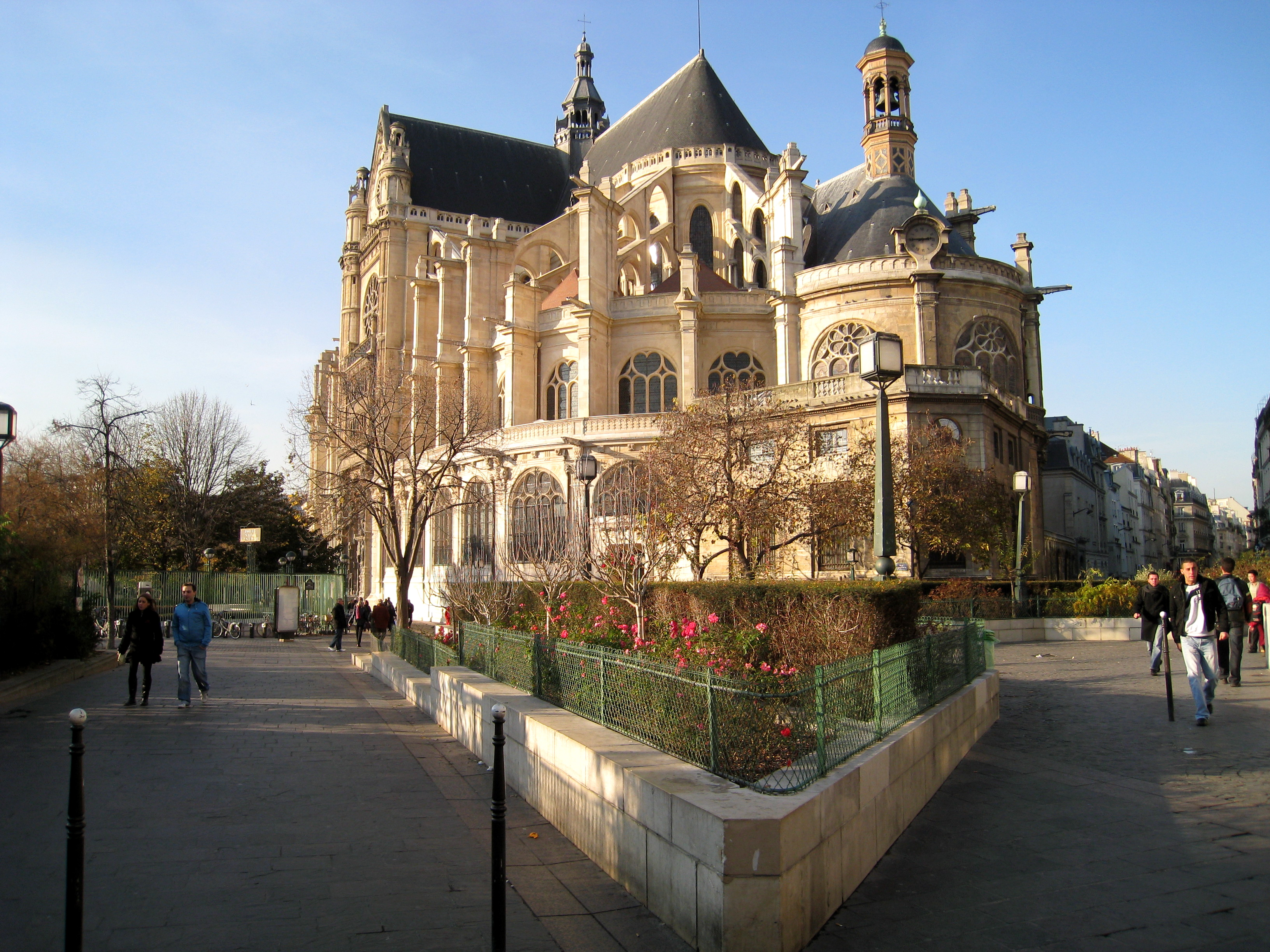
Widok kościoła od strony Les Halles

Budowa kościoła (wzniesionego na miejscu średniowiecznej kaplicy św. Agnieszki) rozpoczęła się w 1532 roku, w stylu późnego gotyku, jednak była permanentnie opóźniana trudnościami finansowymi. W drugiej połowie XVI wieku prace przy obiekcie nabrały tempa dzięki wysiłkom wpływowego proboszcza René Benoista, jednak budynek został ukończony dopiero w roku 1640.
Pierwotne plany zakładały, iż kościół będzie największą świątynią w Paryżu, jednak ponownie brak pieniędzy zmusił architektów do rezygnacji z niektórych szczególnie śmiałych elementów projektu (m.in. z wieży).
Mała odległość między kościołem a Luwrem sprawiła, że należał do najbardziej prestiżowych świątyń w mieście. Został w nim ochrzczony Ludwik XIV, Richelieu, pani de Pompadour oraz Molier. W kościele odprawiono również uroczystości pogrzebowe królowej Anny Austriaczki, Maksymiliana de Bethune de Sully, ministra z czasów Henryka IV czy też Mirabeau.
W czasie Wielkiej Rewolucji Francuskiej kościół został zamieniony na magazyn, a jego wnętrze poważnie uszkodzone. Powrócił do funkcji sakralnych w czasach napoleońskich.

## Architektura

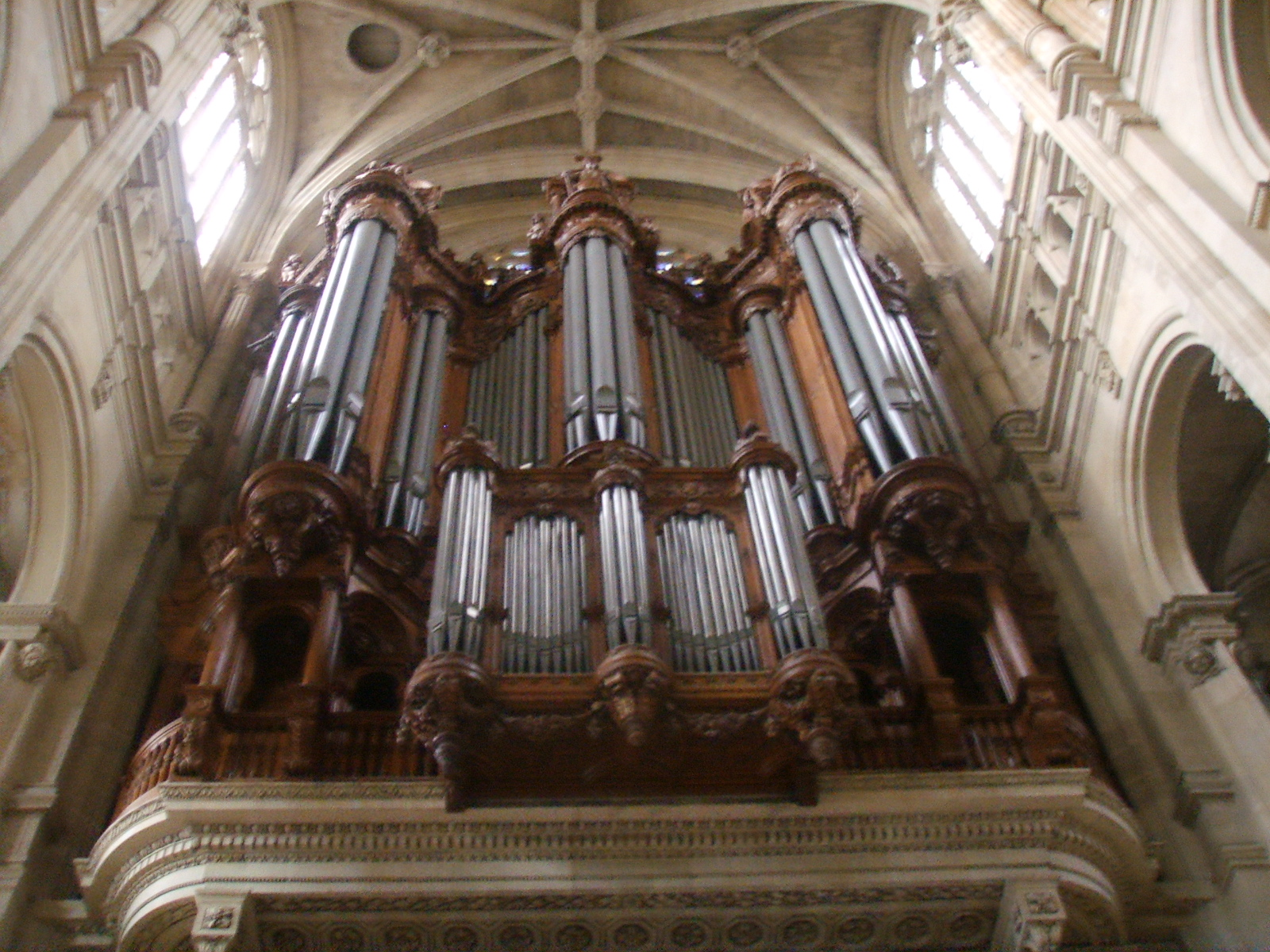
Prospekt organów Van den Heuvela

Mimo faktu, iż powstawał w ogromnej mierze już w epoce renesansu, kościół utrzymany jest w stylu późnego gotyku, wyłączając typowo renesansową fasadę południowo-zachodnią. Ma 105 metrów długości i ponad 33 metry wysokości. Zgodnie z tradycją zachodnioeuropejską, obiekt opiera się na systemie przypór, posiada również dwie rozety. Fasada zachodnia powstała w XVIII wieku.

## Wnętrze
Kościół 5-nawowy, rozdzielony kolumnami jońskimi i korynckimi.
Chlubą kościoła jest obraz Rubensa Uczniowie z Emaus, powstały około 1611 roku. Ołtarz główny i ołtarze boczne utrzymane są w stylu barokowym. Późne średniowiecze reprezentują z kolei witraże oraz zespoły szesnastowiecznych rzeźb opowiadających historię św. Eustachego.

## Organy
Najważniejszym elementem wyposażenia kościoła są organy zaprojektowane przez emerytowanego Organistę Tytularnego Jeana Guillou i wzniesione w 1989 roku przez prestiżową holenderską firmę Van den Heuvel.
Posiadają 101 głosów i 5 manuałów, będąc tym samym trzecim co do wielkości instrumentem we Francji (po Notre-Dame i Saint-Sulpice).
Obecnie funkcję organisty tytularnego pełnią: Thomas Ospital i Baptiste-Florian Marle-Ouvrard. Zostali oni wyłonieni podczas konkursu 24 marca 2015 roku.
| I Positif C–c4 |      |
| Quintaton      | 16   |
| Montre         | 8    |
| Salicional     | 8    |
| Unda-Maris     | 8    |
| Bourdon        | 8    |
| Prestant       | 4    |
| Flûte à Fuseau | 4    |
| Nasard         | 2/3  |
| Doublette      | 2    |
| Tierce         | 13/5 |
| Larigot        | 1/3  |
| Septième       | 1/7  |
| Fourniture V   | 2    |
| Cymbale II     | 1/3  |
| Douçaine       | 16   |
| Trompette      | 8    |
| Cromorne       | 8    |
| Clairon        | 4    |
|                |      |
| Trémolo        |      |

| II Grand-Orgue C–c4       |     |
| Montre                    | 32  |
| Montre                    | 16  |
| Principal                 | 8   |
| Flûte à Cheminée          | 8   |
| Violoncelle               | 8   |
| Grosse Flûte I–II         | 8   |
| Prestant                  | 4   |
| Flûte                     | 4   |
| Doublette                 | 2   |
| Grande Fourniture IV–VIII | 2/3 |
| Plein-Jeu IV–V            | 1   |
| Sesquialtera II           | 2/3 |
| Grand Cornet III–V        |     |
| Bombarde                  | 16  |
| Trompette                 | 8   |
| Clairon                   | 4   |

| III Récit Expressif C–c4 |                |
| Flûte à Cheminée         | 16             |
| Principal                | 8              |
| Cor de Nuit              | 8              |
| Flûte Traversière        | 8              |
| Viole de Gambe           | 8              |
| Voix Céleste             | 8              |
| Octave                   | 4              |
| Flûte Octaviante         | 4              |
| Octavin                  | 2              |
| Carillon III             | 2/3 + 13/5 + 1 |
| Plein-Jeu VI             | 2/3            |
| Contrebasson             | 32             |
| Bombarde                 | 16             |
| Trompette Harmonique     | 8              |
| Basson-Hautbois          | 8              |
| Voix Humaine             | 8              |
| Clairon Harmonique       | 4              |
|                          |                |
| Trémolo                  |                |

| IV Grand-Chœur C–c4          |      |
| Violonbasse                  | 16   |
| Bourdon                      | 16   |
| Diapason                     | 8    |
| Flûte Majeure                | 8    |
| Violon                       | 8    |
| Principal                    | 4    |
| Grande Quinte                | 51/3 |
| Flûte Conique                | 4    |
| Grande Tierce                | 31/5 |
| Quinte                       | 2/3  |
| Grande Septième              | 2/7  |
| Fifre                        | 2    |
| Grande Neuvième              | 17/9 |
| Plein-Jeu Harmonique II–VIII | 2    |
| Clarinette                   | 16   |
| Cor de Basset                | 8    |
| Tuba Magna                   | 16   |
| Tuba Mirabilis               | 8    |
| Cor Harmonique               | 4    |

| V Solo C–c4                |                  |
| Flûte Harmonique           | 8                |
| Flûte Octaviante           | 4                |
| Nasard Harmonique          | 2/3              |
| Octavin                    | 2                |
| Tierce Harmonique          | 13/5             |
| Piccolo Harmonique         | 1                |
| Harmoniques III            | 1/3 + 11/7 + 8/9 |
| Ranquette                  | 16               |
| Chalumeau                  | 8                |
| Trompeteria II             | 8 + 4            |
| Trompette en Chamade I–III | 8                |
|                            |                  |
| Trémolo                    |                  |

| Pédale C–g1      |            |
| Principale basse | 32         |
| Flûte            | 16         |
| Contrebasse      | 16         |
| Soubasse         | 16         |
| Grande Quinte    | 102/3      |
| Flûte            | 8          |
| Violoncelle      | 8          |
| Grande Tierce    | 62/5       |
| Quinte           | 51/3       |
| Flûte            | 4          |
| Flûte            | 2          |
| Théorbe II       | 4/7 + 35/9 |
| Mixture V        | 4          |
| Contre-Bombarde  | 32         |
| Contre-Trombone  | 32         |
| Bombarde         | 16         |
| Basson           | 16         |
| Trompette        | 8          |
| Baryton          | 8          |
| Clairon          | 4          |

Połączenia i pomoce: Positif/Grand-Orgue, Récit/Grand-Orgue, Grand-Chœur/Grand-Orgue, Solo/Grand-Orgue, Positif/Récit, Solo/Récit, Tirasses (Positif, Grand-Orgue, Récit, Grand-Chœur, Solo), Octaves Graves (Grand-Orgue, Récit, Grand-Chœur, Solo), Crescendo Générale, Tutti
Dodatkowe połączenia (kontuar w nawie): Tirasse Récit 4, Tirasse Grand-Chœur 4, Récit/Positif, Solo/Grand-Chœur, Alto Grand-Choeur/Grand-Orgue, Soprano Solo/Grand-Orgue, Sostenuto Positif, Sostenuto Récit, Sostenuto Solo